# Бржета
Бржета (алб. Bzhetë) је насељено место у општини Велика Малесија у округу Скадар, Албанија. Према попису из 1989. године било је 444 становника.
Бржета су једно од насеља малисорског племена Шкрељи.